# Eva Nill
Eva Nill, nome artístico de Eva Comello (Cairo, 25 de junho de 1909 — Cataguases, 15 de agosto de 1990), foi uma atriz do cinema brasileiro.
Filha do italiano Pietro Comello e irmã do também ator Ben Nill (Roger Comello), Eva foi uma das atrizes preferidas do cineasta Humberto Mauro, durante o ciclo do cinema em Cataguases. 
Participou dos longa-metragens Valadião, o Cratera (1925) de Humberto Mauro; Na Primavera da Vida (1926), direção de Humberto Mauro; Senhorita Agora Mesmo (1928), direção de Pedro Comello e Barro Humano (1929), direção de Adhemar Gonzaga, hoje em dia perdidos, restando apenas fotografias.
Seu rosto foi capa da revista Cinearte por duas vezes, o que ajuda a consolidar sua fama e criar o mito, sendo chamada por muitos de "A Greta Garbo Brasileira".
Ao abandonar o cinema prematuramente, no final dos anos 20, passou a exercer, em Cataguases, juntamente com seu pai, a atividade de fotógrafa.
Solteira, morreu em 1990, aos 81 anos de idade, em Cataguases.

## Filmografia
| Ano  | Título                | Personagem | Notas         |
| ---- | --------------------- | ---------- | ------------- |
| 1929 | Barro Humano          | Diva       | Filme Perdido |
| 1928 | Senhorita Agora Mesmo | Lili       | Filme Perdido |
| 1926 | Na Primavera da Vida  | Camponesa  | Filme Perdido |
| 1925 | Valadião, o Cratera   | —          | Filme Perdido |